# Kodaika escheri
Kodaika escheri is een hooiwagen uit de familie Assamiidae.